# Sztéliosz Papaflorátosz
Sztéliosz Papaflorátosz (görögül: Στέλιος Παπαφλωράτος; 1954. január 27. –) görög válogatott labdarúgókapus.

## Pályafutása

### Klubcsapatban
1970 és 1982 között az Árisz Theszaloníki csapatában játszott.

### A válogatottban
1975-ben 2 alkalommal szerepelt a görög válogatottban. Részt vett az 1980-as Európa-bajnokságon.

## Külső hivatkozások
- Sztéliosz Papaflorátosz adatlapja a National-Football-Teams.com oldalon (angolul)

- Sztéliosz Papaflorátosz. eu-football.info